# Bombardier Challenger 300
El Challenger 300 és un avió de negocis mitjà produït per Bombardier Aerospace. Va ser anunciat el 1999 i va realitzar el primer vol l'agost de 2001, començant les entregues als primers clients el gener de 2004. El 2014 es va introduir al mercat el Challenger 350, una versió millorada amb un abast d'uns 5.900 km.

## Desenvolupament

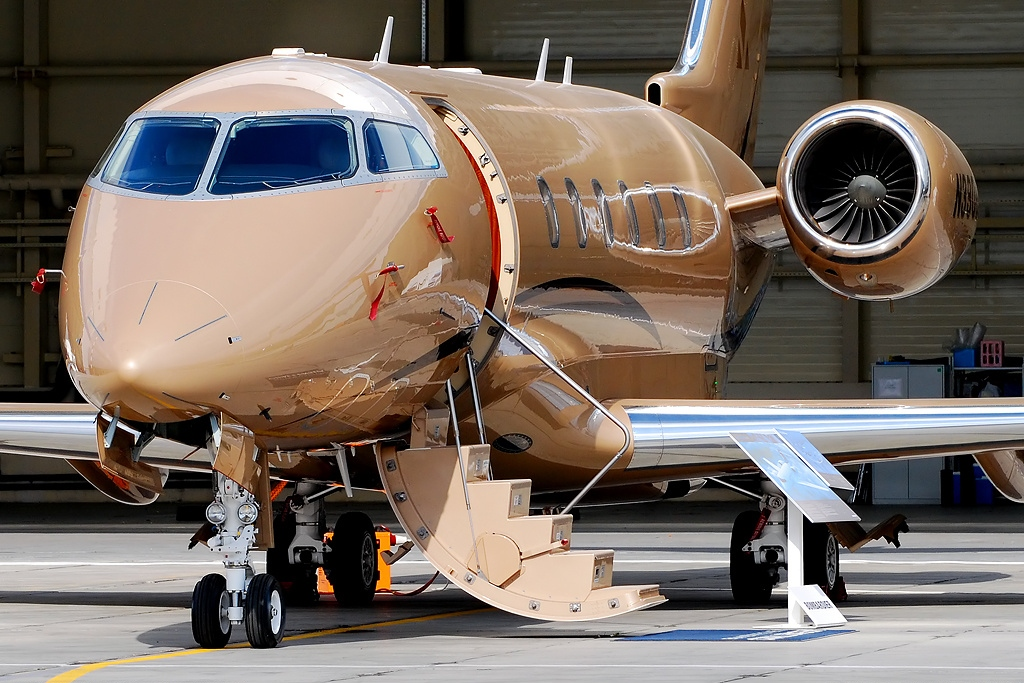
Vista 3/4 amb el morro, escales, fuselatge i nacel·les dels motors

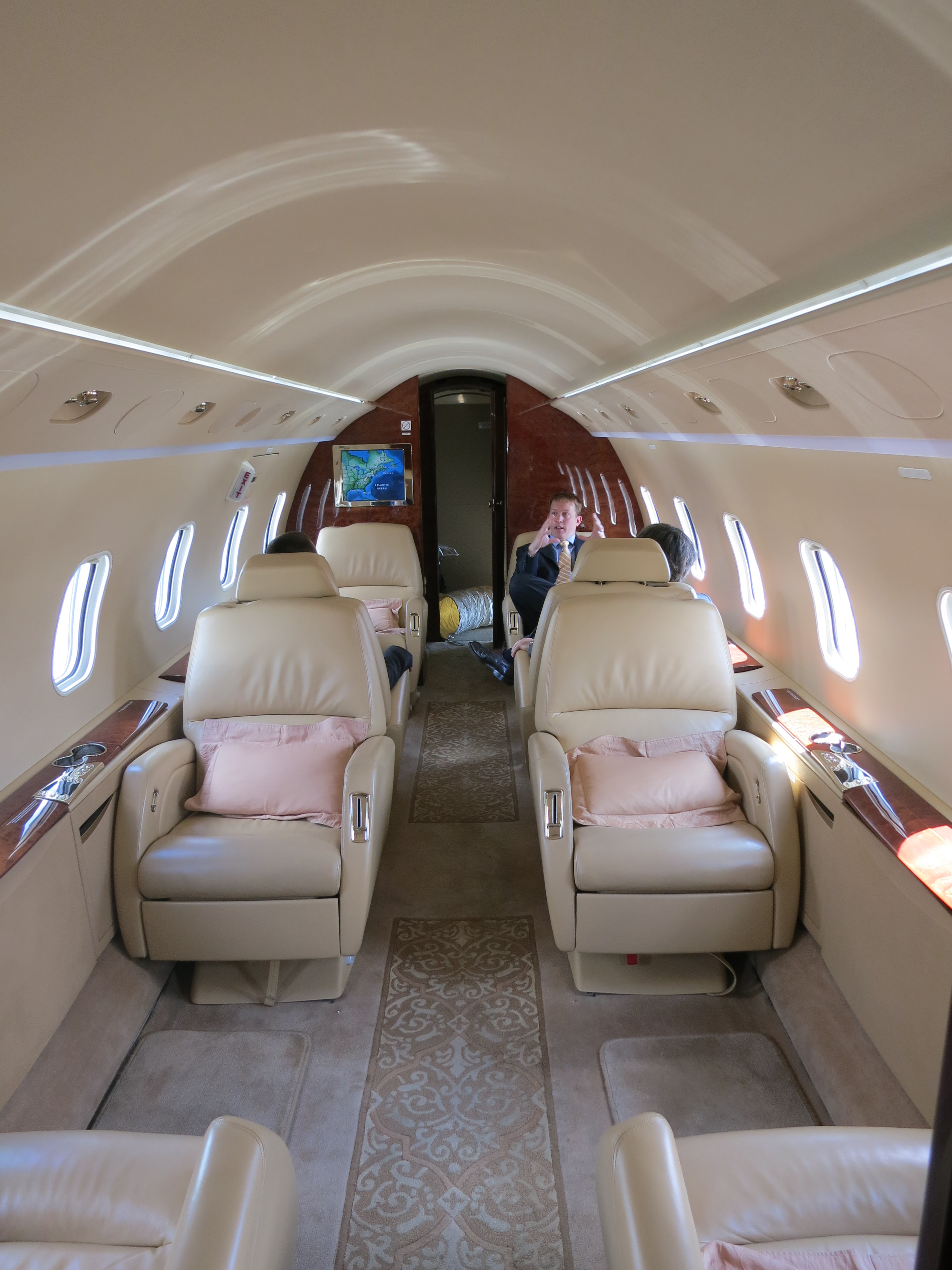
Cabina de passatgers del Challenger 300

### Challenger 300
La versió original Challenger 300 va ser anunciada al Saló de l'Aeronàutica de París del 1999 amb el nom de Bombardier Continental. Era un disseny completament nou i va rebre l'aprovació tipus de la Transport Canada el maig de 2003, seguida de la certificació dels Estats Units i europea el juny. La seva producció es realitza a Wichita, Kansas.

### Challenger 350
Aquesta versió millorada va volar per primer cop el març de 2013 i va entrar en servei el maig de 2014. Compta amb un major empenyiment del turboventiladors Honeywell HTF7000 arribant als 33 kN (un 7,3% més) gràcies a modificacions dels programari de control. També s'afegeixen un winglets inclinats, allargant lleugerament la longitud alar. Això permet fins a 408 kg més de càrrega amb el combustible/abast màxim. Altres millores inclouen unes finestres de cabina un 20% més altres i acabats més luxosos. El preu inicial de venda era de 25,9 milions de dòlars.

## Especificacions

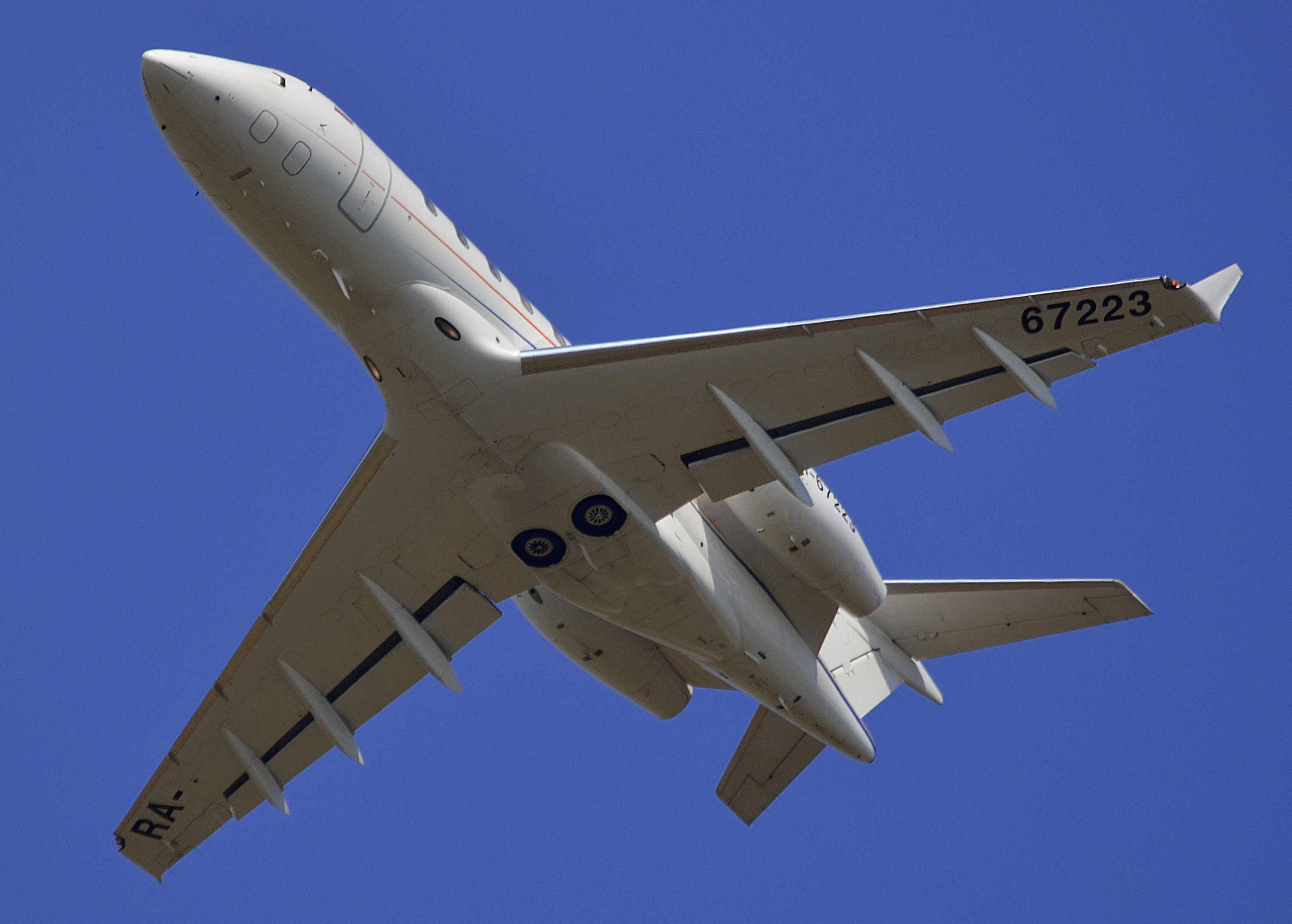
Vista inferior d'un Bombardier Challenger 300

| Variant                                              | Challenger 300                | Challenger 350                |
| ---------------------------------------------------- | ----------------------------- | ----------------------------- |
| Tripulació                                           | Dos                           | Dos                           |
| Capacitat                                            | 8 a 9                         | 9 (estàndard)                 |
| Longitud                                             | 20,92 m                       | 20,92 m                       |
| Longitud alar                                        | 19,46 m                       | 21,0 m                        |
| Alçada                                               | 6,20 m                        | 6,1 m                         |
| Àrea alar                                            | 48,5 m²                       | 48,5 m²                       |
| Pes màxim a l'enlairament (MTOW)                     | 17.622 kg                     | 18.416 kg                     |
| Pes operatiu en buit (OEW)                           | 10.659 kg                     | 11.249 kg                     |
| Capacitat de combustible                             | 6.418 kg                      | 6.418 kg                      |
| Càrrega màxima                                       | 1.588 kg                      | 1.542 kg                      |
| Turboventiladors (2×)                                | Honeywell HTF7000             | Honeywell HTF7350             |
| Empenyiment (ISA + 15 °C)                            | 30,4 kN                       | 33 kN                         |
| Velocitat màxima                                     | Mach 0,82 / 470 kn / 870 km/h | Mach 0,83 / 477 kn / 882 km/h |
| Velocitat de creuer                                  | Mach 0,80 / 459 kn / 850 km/h | Mach 0,80 / 459 kn / 850 km/h |
| Abast (8 passatgers i 2 pilots, velocitat de creuer) | 3.100 nmi / 5.741 km          | 3.200 nmi / 5.926 km          |
| Sostre de vol                                        | 45.000 peus / 13.716 m        | 45.000 peus / 13.716 m        |
| Distància d'enlairament (ISA, MTOW)                  | 1.466 m                       | 1.474 m                       |
| Distància d'aterratge (ISA, MLW)                     | 792 m                         | 826 m                         |